# Veltishof

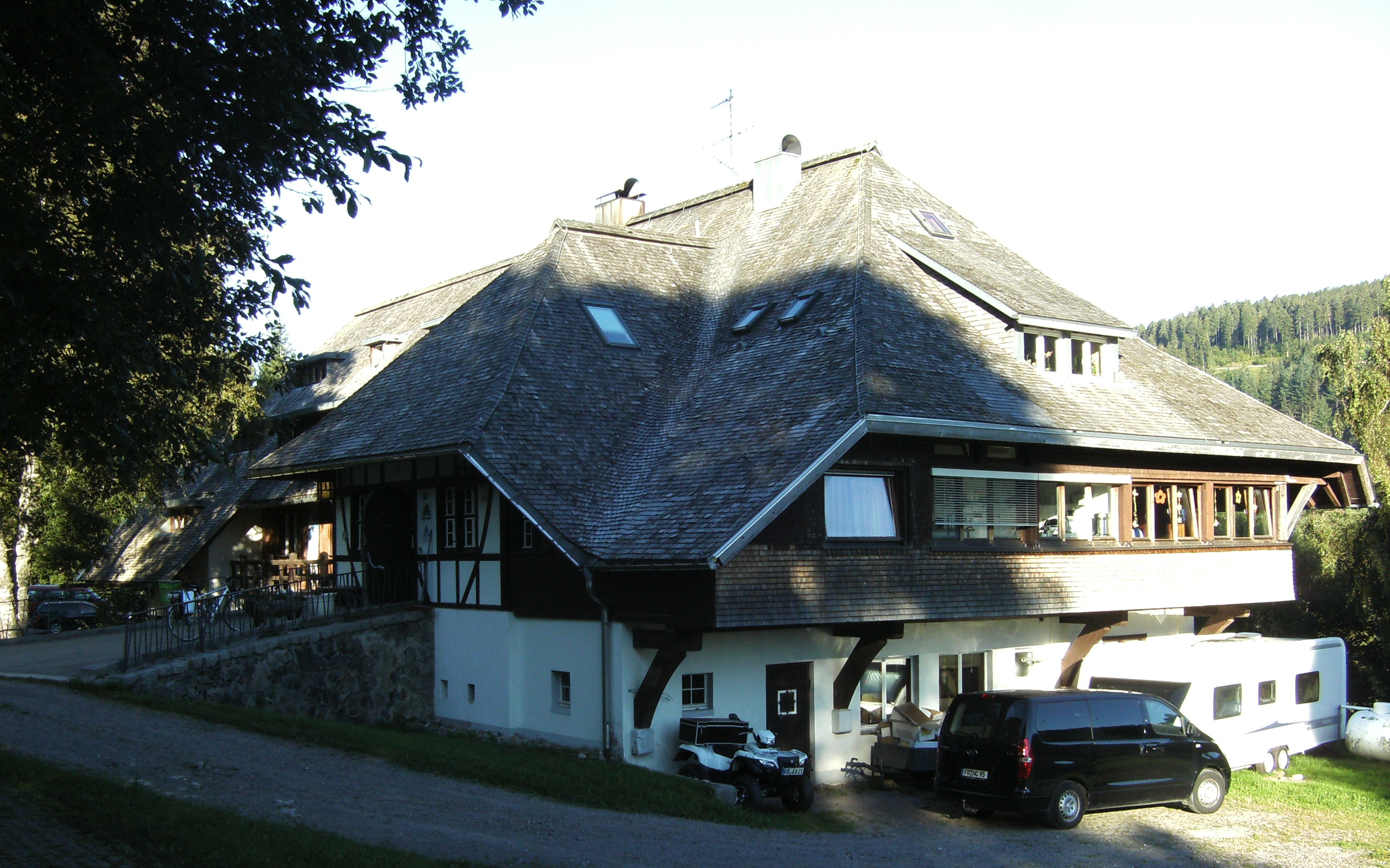
Veltishof Nordseite

Der Veltishof ist eine Jugendherberge am Titisee im Südschwarzwald, der sich auf der Gemarkung von Hinterzarten befindet.

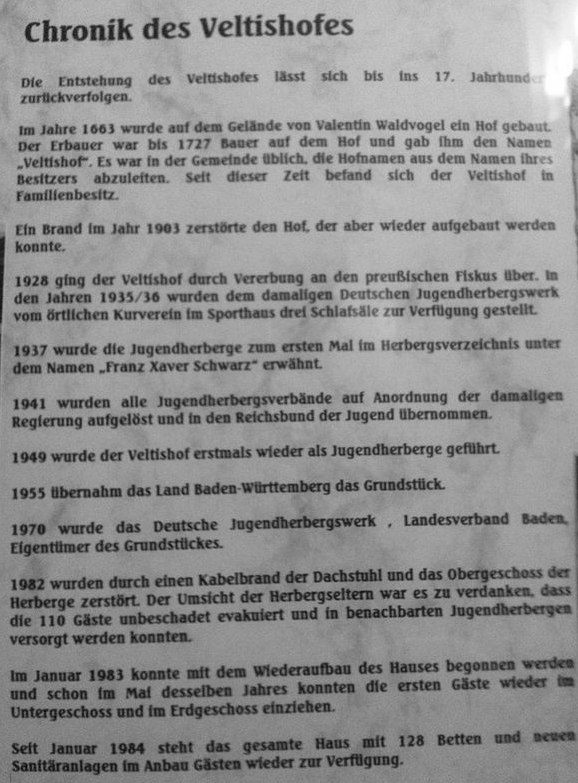
Die Geschichte des Veltishofs

## Geschichte
Der Veltishof wurde erstmals unter dem Namen „Valentin Waldvogel“ im Jahre 1663 erwähnt. Bis 1727 wurde der Hof im Bauernbesitz weiter vererbt.
Im Jahr 1903 zerstörte ein Brand den Hof, jedoch konnte er wieder aufgebaut werden. Durch Vererbung ging der Hof 1928 an den Preußischen Fiskus über.

### Beginn der Beherbergung
Ab 1935/1936 wurden dem Deutschen Jugendherbergswerk vom Kurverein drei Schlafräume gestellt. Ein Jahr später fand sich ein Eintrag im Herbergsverzeichnis mit dem Namen Franz Xaver Schwarz.
Ab dem Jahr 1941 wurden die Jugendherbergsverbände aufgelöst und vom Reichsbund der Jugend übernommen.

### Nach dem Krieg
Der Veltishof ist seit 1949 wieder in der Jugendherbergsliste geführt. Das Grundstück wurde im Jahr 1955 vom Land Baden-Württemberg gekauft und im Jahre 1970 wurde das Deutsche Jugendherbergswerk, Landesverband Baden, Eigentümer des Grundes.
Ein Feuer im Jahr 1982, ausgelöst durch einen Kabelbrand, zerstörte das Obergeschoss und das Dach. Hierbei kam niemand zu Schaden. Im Januar des darauf folgenden Jahres konnte mit dem Wiederaufbau begonnen werden, sodass im Mai Keller und Erdgeschoss genutzt werden konnten. Ein weiteres halbes Jahr später war das gesamte Haus mit 128 Betten betriebsbereit.